# Trở lại tuổi 17
17 Again là một bô phim hài của New Line Cinema đã ra mắt vào năm 2009 với sự tham gia của Matthew Perry và Zac Efron, đạo diễn là Burr Steers. Phim đã được ra mắt vào ngày 17 tháng 4 năm 2009 tại Mỹ và 5 tháng 6 năm 2009 tại Việt Nam với tên "Trở lại tuổi 17"

## Phân loại
| Quốc gia | Phân loại |
| -------- | --------- |
| Mỹ       | PG        |

## Kịch bản
Mike O'Donnell, ở tuổi 17, là chàng trai nổi tiếng nhất trường trung học Heyden khóa năm 1989. Cậu là ngôi sao bóng rổ và có khả năng đạt được học bổng vào đại học nếu làm hài lòng người tuyển trạch đến từ Ohio theo lời đề nghị của giáo viên môn giáo dục thể chất. Nhưng rồi cậu quyết định từ bỏ học bổng ấy để bắt đầu cuộc sống mới với cô bạn gái Scarlett.
Hai mươi năm sau, Mike "người lớn" cảm thấy cuộc sống không tốt đẹp như những gì anh hằng mong đợi. Ly thân với Scarlett, Mike đang sống với anh bạn thân Ned Freedman, công việc tại công ty dược thì dậm chân tại chỗ, còn mối quan hệ cha con với mấy đứa trẻ cũng không tốt đẹp. Anh nhớ lại thời quá khứ vang dội của mình và ước gì mọi thứ cũng được vẻ vang như thời anh 17.
Rồi một ngày nọ anh bị rơi xuống sông và khi về nhà Ned rửa bùn thấy mình biến thành cậu bé Mike 17 tuổi. Anh cố thuyết phục Ned tin anh đích thực là Mike. Không còn cách nào khác, Ned phải giả vờ là bố của Mike và đưa anh quay trở về với cuộc sống học đường.
Đây cũng chính là lúc Mike có điều kiện được gần gũi với các con, khám phá cuộc sống của chúng. Dưới lớp vỏ mới, Mike tìm thấy được nhiều điều. Anh nhận ra những nét đáng yêu của vợ và chia sẻ cùng con những niềm vui trong cuộc sống. Đó cũng chính là lúc anh cảm thấy yêu cuộc sống của mình, và tìm cách trở về với đúng độ tuổi tứ tuần để có thể trở về với cuộc sống gia đình cùng vợ và các con.

## Diễn viên
- Matthew Perry - Mike O'Donnell (37 tuổi)
- Zac Efron - Mike O'Donnell (17 tuổi)
- Michelle Trachtenberg - Maggie O'Donnell
- Katerina Graham - Jaime
- Brian Doyle-Murray - Janitor
- Sterling Knight - Alex O'Donnell
- Leslie Mann - Scarlett
- Allison Miller - young Scarlett
- Tyler Steelman - young Ned
- Hunter Parrish - Dom
- G. Lane Hillman - Kevin

## Trailer
Trailer của phim phát hành trên Internet vào ngày 21 tháng 10 năm 2008 và được chiếu kèm với High School Musical 3: Senior Year vào ngày 24 tháng 10 năm 2008 tại Mỹ

## Địa điểm quay
Trường trung học Santa Monica chuyển thành trường trung học Hayden trong phim. Trong thời gian quay phim, các học sinh của trường này đã trở thành diễn viên phụ của bộ phim. Hình ảnh của trường đã được thay đổi hoàn toàn để giới thiệu cho trường trong phim.

## Công chiếu
Ban đầu, phim được ấn định ra mắt vào ngày 15 tháng 8 năm 2008 nhưng sau đó đã lùi lại đến ngày 20 tháng 2 năm 2009 rồi lại tiếp tục lùi về ngày 17 tháng 4 năm 2009
| Ngày                | Quốc gia       |
| ------------------- | -------------- |
| 9 tháng 4 năm 2009  | Australia      |
| 10 tháng 4 năm 2009 | Ireland        |
| 10 tháng 4 năm 2009 | United Kingdom |
| 14 tháng 4 năm 2009 | New Zealand    |
| 17 tháng 4 năm 2009 | Mỹ             |
| 17 tháng 4 năm 2009 | Canada         |
| 5 tháng 6 năm 2009  | Việt Nam       |

## Đón nhận

### Đánh giá
Bộ phim được đánh giá 57% trên trang Rotten Tomatoes

### Doanh thu
Phim có doanh thu cuối tuần đầu tiên đạt $23.722.310 tại Mỹ, trở thành phim có doanh thu cuối tuần cao nhất.. Phim cũng đã thu được $6 triệu tại Anh, Ireland, Malta; $3.138.224 trong cuối tuần công chiếu đầu tiên ở Australia.